# Île de Cooper (Géorgie du Sud)
Pour les articles homonymes, voir Île de Cooper.
L'île de Cooper, en anglais Cooper Island, est une petite île appartenant au territoire d'outre-mer britannique de la Géorgie du Sud-et-les îles Sandwich du Sud et située au sud-est du groupe de Géorgie du Sud.
Elle est découverte en 1775 lors d'une expédition de James Cook et dénommée ainsi en hommage au lieutenant Robert Palliser Cooper, un officier du navire HMS Resolution (1771).
Son altitude maximale est de 416 mètres.
C'est une des rares îles australes sur lesquelles on ne trouve pas de rats et elle est pour cette raison très appréciée par les oiseaux de mer. C'est un site protégé et il n'est possible d'y aborder qu'avec l'autorisation de l'administration de Géorgie du Sud située à Grytviken.